# Ringwall Wischlburg

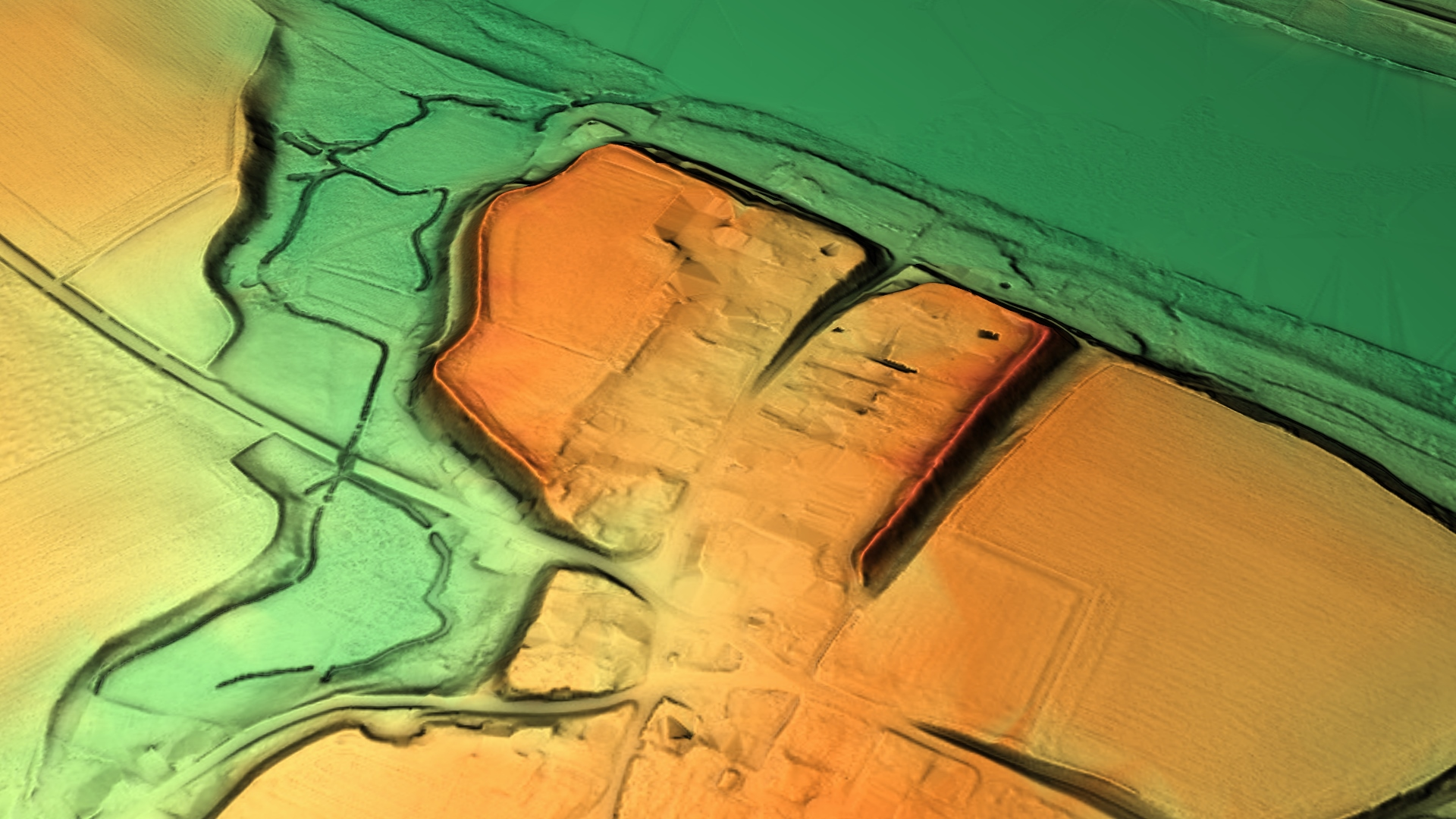
3D-Ansicht des digitalen Geländemodells

Der Ringwall Wischlburg, auch Römerschanze genannt, ist eine abgegangene frühmittelalterliche Ringwallanlage (Wallburg) am südlichen Donauufer in Wischlburg (Römerstr.), einem Ortsteil der Gemeinde Stephansposching im Landkreis Deggendorf in Bayern. Die Anlage wird als Bodendenkmal unter der Aktennummer D-2-7142-0035 im Bayernatlas als „frühmittelalterlicher Ringwall "Wischlburg", Siedlung vorgeschichtlicher Zeitstellung, u. a. des Neolithikums (Gruppe Oberlauterbach, Münchshöfener Kultur, Chamer Kultur), der mittleren Bronzezeit und der Spätbronze-/Urnenfelderzeit sowie der Latènezeit und des Mittelalters bzw. der Neuzeit, Grabenwerk der Chamer Gruppe, Grabhügel vorgeschichtlicher Zeitstellung“ geführt.

## Geschichte
Hier lag zuerst eine vorgeschichtliche Wall- und Grabenanlage, die Besiedlungsspuren bis in das Neolithikum aufweist. Eine erste befestigte Siedlung dürfte durch die Chamer Kultur um 3000 v. Chr. stattgefunden haben, wobei die Funde über die Bronzezeit bis zur Latènezeit reichen.
Die Ringwallanlage aus dem 10. Jahrhundert, vermutlich als Fluchtburg anlässlich der Ungarneinfälle bzw. zur Sicherung des Donauübergangs errichtet, wurde 976 als „famulantium (= Gut) Vuisciliburg“ erwähnt, das dem Kloster Metten gehörte, laut einer Urkunde von Kaiser Otto II. am 21. Juli 976 wurde diese Rückgabe an das Kloster bestätigt.

## Beschreibung

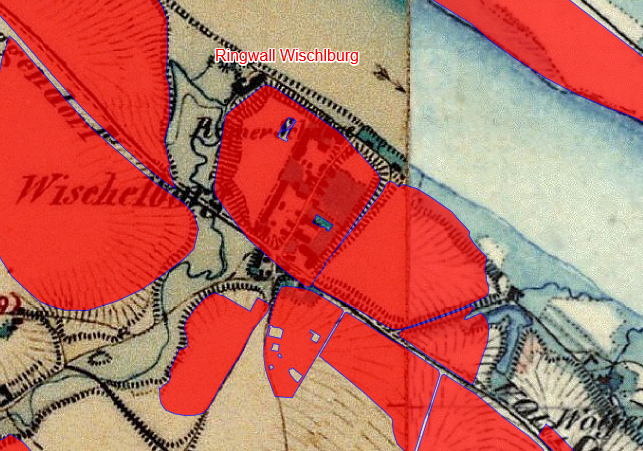
Lageplan des Ringwalls Wischlburg auf dem Urkataster von Bayern

Die Anlage liegt hinter einer 60 bis 70 m breiten flachen Uferzone der Donau auf einem nach Westen gerichteten Sporn. Dessen Nord-Ost-Flanke wird von dem 12 bis 15 m steil ansteigenden Donautalrand gebildet, die westliche Begrenzung wird ebenfalls von einem steilen Talrand gebildet. Nach Südosten wird der Sporn an seiner Basis durch ein geradliniges und senkrecht zum Donautalrand verlaufendes Wall-Grabensystem abgeriegelt.
Heute zeugen von der in der Innenfläche etwa 5,5 Hektar großen Anlage im Ortskern hinter den Häusern noch erhebliche Teile der teilweise bebauten Ringwälle mit einer Ausdehnung von 260 auf 220 Meter, einer Breite von 35 bis 40 Meter und einer Höhe von 3,5 Meter. Der Graben hat eine Tiefe von 3,5 Meter. Bei Bauarbeiten wurde 2004 ein weiterer Graben innerhalb des bestehenden Walles entdeckt, was auf ein doppeltes Wall-Graben-System schließen lässt.